# Snowslide Range
Snowslide Range är ett berg i Kanada.   Det ligger i provinsen British Columbia, i den centrala delen av landet, 3 900 km väster om huvudstaden Ottawa. Toppen på Snowslide Range är 1 820 meter över havet, eller 50 meter över den omgivande terrängen. Bredden vid basen är 0,61 km.
Terrängen runt Snowslide Range är bergig västerut, men österut är den kuperad. Trakten runt Snowslide Range är nära nog obefolkad, med mindre än två invånare per kvadratkilometer..